# Château Marga
Le Château Marga est une porte fortifiée du XVe siècle située à Diegem, section de la commune belge de Machelen, en Brabant flamand.
Le site est également appelé Pavillon Marga en référence au pavillon rectangulaire érigé durant le troisième quart du XXe siècle sur le site du château disparu.

## Localisation
Le château se dresse au nord-est de la place Alfons De Cock, face à l'église Sainte-Catherine et Saint-Cornélius de Diegem.

## Historique
L'édifice actuel est tout ce qui subsiste du château des seigneurs de Diegem : il s'agit de l'ancienne porte fortifiée du château.
Un texte de 1738 décrit ce château, appelé « Het Seyp », comme un château entouré de douves et doté d'un pont-levis.
Le nom de Marga remonte au début du XXe siècle et évoque le dernier propriétaire privé, August Ulric Marga, qui avait acheté le bien en 1902 et le revendit en 1927 à l'association intercommunale d'assainissement de la vallée de la Woluwe.
Le château en forme de U perdit une de ses trois ailes en 1866 et le reste brûla en 1945.
La commune acheta le domaine en 1953 avec le projet d'y établir la nouvelle maison communale mais, à la fin des années 1960, elle décida d'y installer un centre culturel.
La porte fortifiée fut classée monument historique le 20 février 1939 et restaurée en 1987.

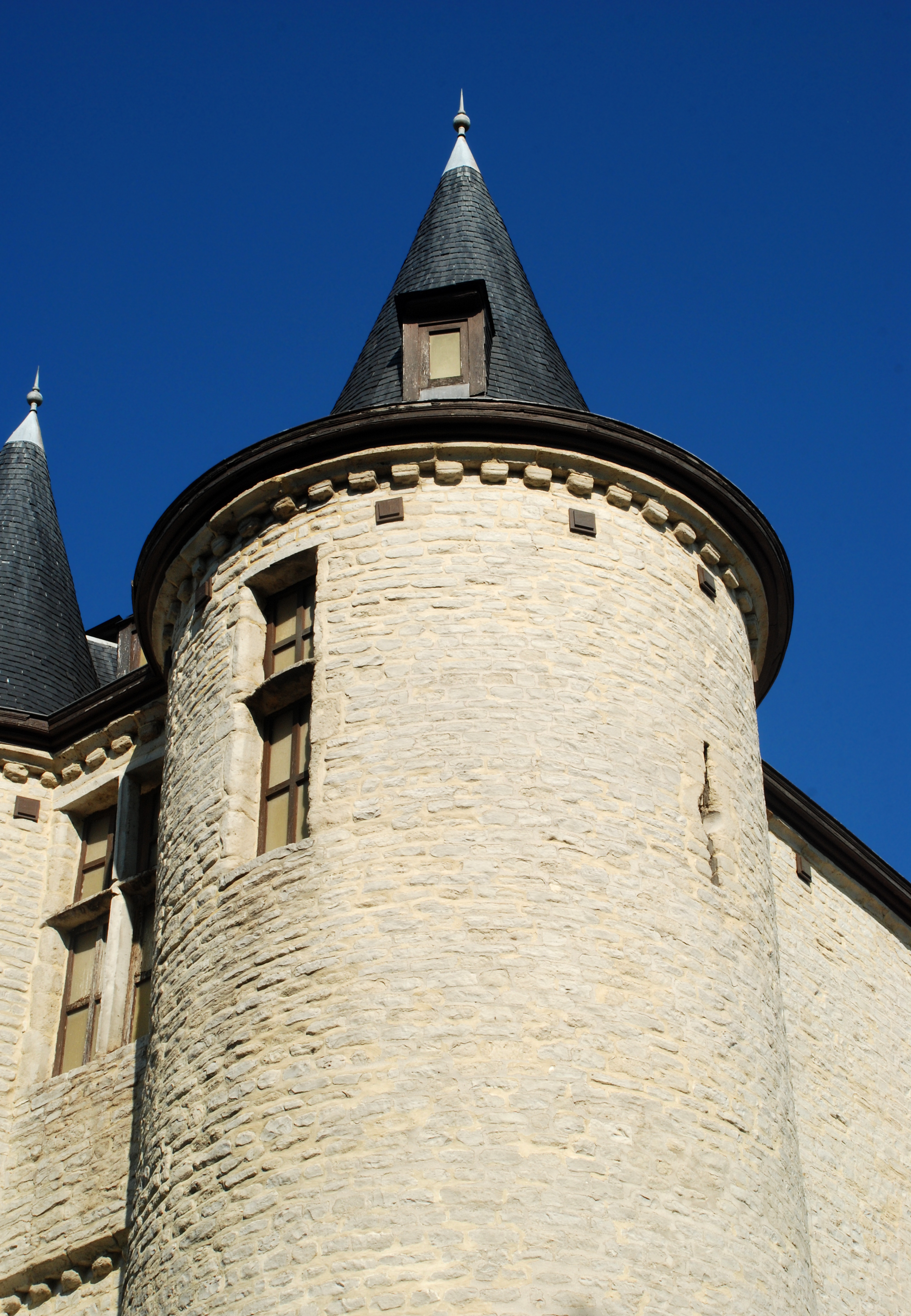
La tour est.

## Architecture

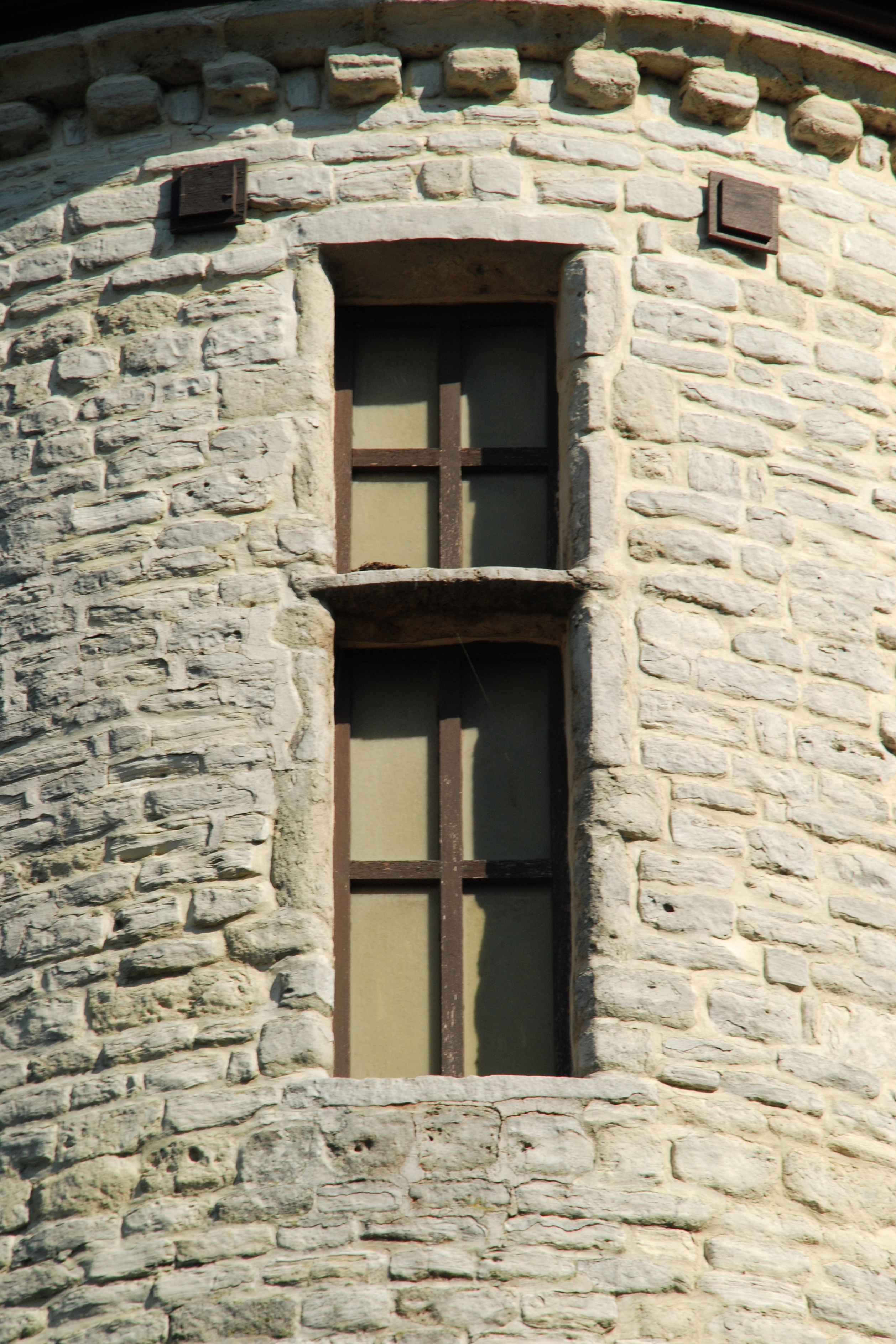
Fenêtre à traverse de pierre.